# Euphorbe petit-cyprès
Euphorbia cyparissias
Espèce
Classification phylogénétique
L’Euphorbe petit-cyprès ou Euphorbe faux cyprès (Euphorbia cyparissias) est une espèce de plantes à fleurs de la famille des Euphorbiacées. C'est une plante herbacée vivace très commune en France. La sève laiteuse est toxique et provoque des irritations de peau.
Cette espèce est devenue envahissante en Amérique du Nord où elle a été introduite. La chenille du Sphinx de l'euphorbe pourrait peut-être contribuer à y limiter son caractère envahissant.

## Description

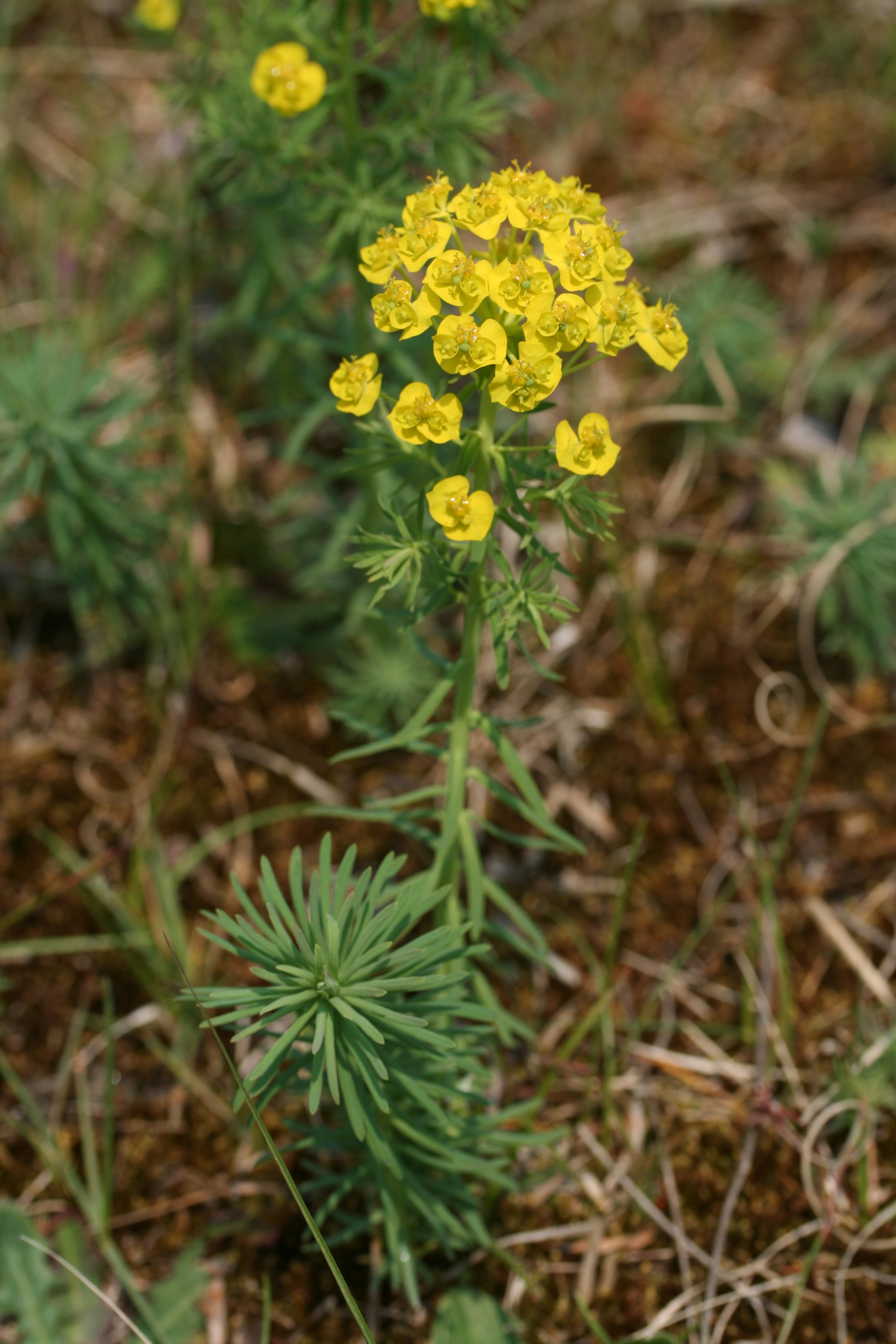
Euphorbia cyparissias.

Plante vivace, glabre, de 20 à 50 cm de hauteur, d'un vert clair, à tiges nombreuses, dressées, herbacées, portant de nombreux rameaux stériles sous les ombelles ; souche rampante, émettant des stolons. Les feuilles des tiges fertiles sont étroitement linéaires (1-3 mm sur 1-4 cm), entières, à bord un peu recourbé ; celles des rameaux stériles sont étroites et fines, rapprochées en pinceaux. Ombelle à 6-20 rayons grêles, bifurqués ; les bractées florales, réniformes, sont jaunes à la floraison, puis rougeâtres. La floraison a lieu entre avril et juin. Les glandes jaunes de l'involucre forment un croissant, à cornes courtes. Le fruit est une capsule glabre de 3-4 mm, à coques chagrinées. Les graines sont ovoïdes, brunes. Plante des lieux cultivés, bord des chemins, friches.

## Caractéristiques
Organes reproducteurs
- Couleur dominante des fleurs : jaune
- Période de floraison : mai-octobre
- Inflorescence : cyathe
- Sexualité : monoïque
- Ordre de maturation :
- Pollinisation : entomogame

Graine
- Fruit : capsule
- Dissémination : myrmécochore

Habitat et répartition
- Habitat type : pelouses basophiles médioeuropéennes.
- Elle se retrouve nativement dans l'ensemble de l'Europe jusqu'en Russie centrale .
- Elle est invasive en Amérique du Nord, au Japon et dans le nord de la Chine[1].

Données d'après : Julve, Ph., 1998 ff. - Baseflor. Index botanique, écologique et chorologique de la flore de France. Version : 23 avril 2004.